# 多马拉楠迪亚尔
多马拉楠迪亚尔（Dommara Nandyal），是印度安得拉邦Cuddapah县的一个城镇。总人口7678（2001年）。

## 人口
该地2001年总人口7678人，其中男性3886人，女性3792人；0—6岁人口907人，其中男459人，女448人；识字率53.82%，其中男性为67.37%，女性为39.93%。